# Martins Pena
Pour les articles homonymes, voir Martins, Luís Martins et Pena.
Luís Carlos Martins Pena (Rio de Janeiro, 5 novembre 1815 - Lisbonne, 7 décembre 1848) était un dramaturge brésilien, connu surtout pour avoir introduit au Brésil la « comédie de mœurs », ce qui lui a valu le surnom de « Molière brésilien ». Il a été membre de l'Académie brésilienne des lettres.

## Biographie
Martins Pena est né à Rio de Janeiro, de João Martins Pena et Francisca de Paula Julieta Pena. Il perd son père quand il a 1 an et sa mère quand il en a 10 et est éduqué par ses tuteurs, qui le prépare au monde du commerce. Cependant, voyant que ce n'est pas ce qu'il veut, ils l'envoient à l’Escola Nacional de Belas Artes en 1835, où il apprend l'architecture, la sculpture, le dessin et la musique. Entré au ministère des Affaires étrangères en 1838, il voyage dans de nombreux pays, dont l'Angleterre, où il a contracte la tuberculose. Il se rend à Lisbonne dans une vaine tentative de guérir la maladie. Il meurt en 1848.

## Œuvres
- O Juiz de Paz na Roça (pt) (1838)
- Itaminda, ou O Guerreiro de Tupã (1839)
- A Família e a Festa na Roça (1840)
- Vitiza, ou O Nero de Espanha (1841)
- O Judas no Sábado de Aleluia (pt) (1844)
- O Namorador, ou A Noite de São João (1845)
- Os Três Médicos (1845)
- A Barriga do Meu Tio (1846)
- Os Ciúmes de um Pedestre, ou O Terrível Capitão do Mato (1846)
- As Desgraças de uma Criança (1846)
- O Diletante (pt) (1846)
- Os Meirinhos (1846)
- Um Segredo de Estado (1846)
- O Caixeiro da Taverna (1847)
- Os Irmãos das Almas (pt) (1847)
- Quem Casa Quer Casa (pt) (1847)
- O Noviço (pt) (1853; posthume)
- Os Dois e o Inglês Maquinista (1871; posthume)